# SK Victoria Wanderers FC
El Victoria Wanderers es un club de fútbol maltés del poblado de Victoria en la isla de Gozo. Fue fundado en 1958 y actualmente juega en la Primera División de Gozo.